# Antonio Brucioli
Antonio Brucioli ou Bruccioli, né à Florence vers la fin du 15e siècle et mort à Venise le 5 décembre 1566, est un théologien italien. Il a été le premier à traduire la Bible en toscan à partir des sources en hébreu et en grec.

## Biographie
Antonio Brucioli naquit à Florence vers la fin du 15e siècle. On connait peu l’emploi qu’il fit de ses premières années ; on sait seulement qu’il montra dès lors des dispositions extraordinaires, et que, jeune encore, il fit partie de la société des plus savants Florentins qui se rassemblait dans les beaux jardins de Bernardo Rucellai. En 1522, il entra dans une conjuration formée par quelques citoyens de Florence, contre le cardinal Jules de Médicis, qui gouvernait alors cette république au nom de Léon X, et qui depuis fut pape sous le nom de Clément VII. Cette conspiration ayant été découverte, Bruccioli fut obligé de se cacher, et vint en France chercher un asile. Lorsque les Médicis eurent été chassés de Florence par la révolution arrivée en 1527, il se hâta de revenir dans sa patrie. Il y rapporta les opinions, alors nouvelles, des réformateurs, et se mit à déclamer hautement contre les moines et contre le clergé. Sa foi devint suspecte ; il fut arrêté et mis en prison. Accusé d’hérésie, et de projets contraires au repos de l’État, il n’échappa au supplice que par le crédit de quelques amis, qui parvinrent à faire commuer sa peine en deux ans de bannissement. Il se retira alors à Venise avec ses deux frères, qui étaient imprimeurs. Bruccioli se servit de leurs presses pour publier la plus grande partie de ses ouvrages. Le plus célèbre est la Biblia tradotta in lingua toscana, dont la première édition parut en 1532, in-fol. Il la dédia au roi François Ier, et ne reçut ni récompense, ni même aucune réponse de ce monarque. L’Arétin s’en étonne dans une de ses lettres. « Peut-être, dit-il ironiquement, le livre n’était-il pas assez bien traduit, ni assez bien relié. » La reliure pouvait être fort belle, mais le fait est que la traduction n’avait eu aucun succès dans le public. On l’avait trouvée, non-seulement fort mal écrite, mais pleine d’hérésies. Bruccioli en mit bien plus encore dans le commentaire diffus qu’il publia ensuite en 7 tomes ou 3 vol. in-fol. Cette nouvelle édition, qu’on trouve très-rarement complète, parut à Venise, en 1544-1548. Il prétendit avoir fait sa version sur le texte original ; mais Richard Simon a fort bien prouvé (Hist. critique du Vieux Testament, l. 2, c. 22, et Hist. critique des versions du Nouveau Testament, c. 40) que Bruccioli savait très-peu l’hébreu ; qu’il s’était généralement servi de la version latine du P. Sante Pagnini, qui avait paru en 1528, et qu’il ne l’avait même pas toujours bien entendue. Ses autres ouvrages consistent en traductions italiennes d’auteurs grecs et latins, parmi lesquelles on remarque celles de la Politique d’Aristote, Venise, 1547, in-8° ; de la Physique du même, ibid., 1551, in-8° ; du traité du Ciel et de la Terre, par le même, ibid., 1556, in-8° ; et de la Rhétorique de Cicéron, ibid., 1538 et 1542. Il a aussi revu la traduction de l’Hist. naturelle de Pline donnée par Cristoforo Landino, Venise, 1543, in-4°. On lui doit encore des éditions de Pétrarque, Venise, 1548, in-8°, et de Boccace, Venise, 1538, in-4°, avec des notes, et en i Dialoghi della morale filosofia, Venise, 1528, in-8°, i Dialoghi faceti, Venise, 1535, in-4°. Cet auteur avait tant écrit, que le même Arétin disait que le nombre de volumes qu’il avait publiés surpassait de beaucoup celui de ses années. On ignore l’époque de sa mort. On sait seulement qu’il vivait encore en 1554, puisqu’il composa et prononça un discours sur l’élection du doge Francesco Venier, discours qui fut imprimé la même année.

## Œuvres

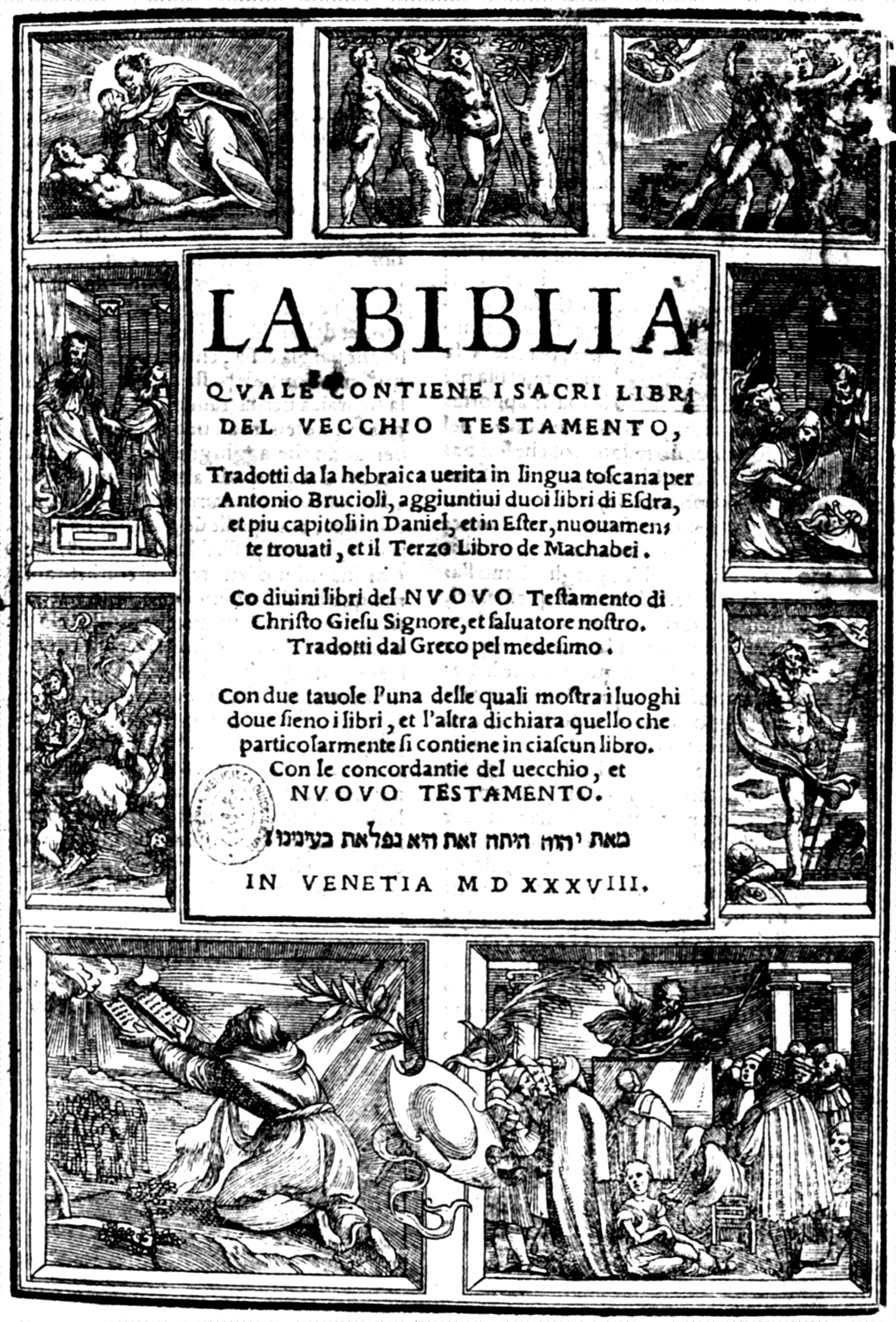
La Biblia tradotta in lingua toscana, par Antonio Brucioli, Venise, 1538.

- Dialogi della morale philosophia, Venezia, Gregorio de' Gregori, 1526.
- Il Nuovo Testamento, di greco nuovamente tradotto in lingua toscana per Antonio Brucioli, Venezia, Lucantonio Giunti, 1530.
- Psalmi di David nuovamente dalla Hebraica verità, tradotti in lingua Toscana per Antonio Brucioli, Venezia, Lucantonio Brucioli, 1531.
- La Biblia quale contiene i sacri libri del Vecchio Testamento, tradotti nuovamente da la hebraica verità in lingua toscana da Antonio Brucioli. Co' divini libri del nuovo testamento di Christo Giesu signore et salvatore nostro. Tradotti di greco in lingua toscana pel medesimo, a cura di Antonio Brucioli, impresso in Vinegia, ne le case di Lucantonio Giunti fiorentino, 1532.
- Annotationi di Antonio Brucioli, sopra i Proverbi di Salomo, tradotti per esso, dalla ebraica verita, in lingua toscana, Venezia, Aurelio Pinzi, 1533.
- Compendio di tutte l'orazioni de' santi padri, profeti et apostoli, raccolte da sacri libri del Vecchio e Nuovo Testamento, Venezia, Aurelio Pinzi, 1534.
- I sacri Psalmi di David, distinti in cinque libri, tradotti dalla ebraica verità in lingua toscana, et con nuovo commento dichiarati, Venezia, Aurelio Pinzi, 1534.
- Il libro di Iob, tradotto dalla ebraica verità, in lingua italiana, et con nuovo commento dichiarato, Venezia, Aurelio Pinzi, 1534.
- L'Ecclesiasto di Salomo, tradotto dalla ebraica verità in lingua toscana, et con nuovo commento dichiarato, Venezia, Bartolomeo Zanetti, 1536.
- La Cantica di Salomo, tradotta dalla ebraica verità in lingua toscana, et con nuovo commento dichiarata, Venezia, Bartolomeo Zanetti, 1536.
- Dialogi di Antonio Brucioli della morale philosophia, Venezia, Bartolomeo Zanetti, 1537.
- Dialogi di Antonio Brucioli della morale philosophia, libro primo, Venetia, per Bartholomeo Zanetti Casterzagense, 1537.
- Dialogi di Antonio Brucioli della naturale philosophia humana, libro secondo, Venetia, per Bartholomeo Zanetti Casterzagense, 1537.
- Dialogi di Antonio Brucioli della naturale philosophia, libro terzo, Venetia, per Bartholomeo Zanetti da Brescia, 1537.
- Dialogi di Antonio Brucioli della metaphisicale philosophia, libro quarto, Venetia, per Bartholomeo de Zanetti, 1538.
- Il Nuovo Testamento, di greco nuovamente tradotto in lingua toscana, per Antonio Brucioli, con bellissime prefazioni, Antwerp, Grapheus, Johannes, 1538.
- La Biblia quale contiene i sacri libri del Vecchio Testamento, tradotti da la hebraica verità in lingua toscana per Antonio Brucioli, aggiuntivi duoi libri di Esdra, et piu capitoli in Daniel, et in Ester, nuovamente trovati, et il terzo libro de Machabei. Co divini libri del Nuovo Testamento di Christo Giesu signore, et salvatore nostro. Tradotti dal greco pel medesimo. Con due tavole l'una delle quali mostra i luoghi dove sieno i libri, et l'altra dichiara quello che particolarmente si contiene in ciascun libro. Con le concordantie del vecchio, et Nuovo Testamento, Venezia, Francesco Bindoni e Maffeo Pasini, 1538.
- Il Nuovo Testamento di Christo Giesu signore et salutatore nostro, di greco nuovamente tradotto in lingua toscana, per Antonio Brucioli. Con la tavola con la quale si possono trovare le Epistole et gli Evangelii che per tutto l'anno si dicono nelle messe, Venezia, Francesco Bindoni e Maffeo Pasini, 1539.
- La Biblia quale contiene i sacri libri del Vecchio Testamento, tradotti da la hebraica verità in lingua toscana per Antonio Brucioli, aggiuntivi duoi libri di Esdra, et piu capitoli in Daniel, et in Ester, nuovamente trovati, et il terzo libro de Machabei. Co divini libri del Nuovo Testamento di Christo Giesu signore, et salvatore nostro. Tradotti dal greco pel medesimo. Con due tavole l'una delle quali mostra i luoghi dove sieno i libri, et l'altra dichiara quello che particolarmente si contiene in ciascun libro. Con le concordantie del Nuovo et Vecchio Testamento, Venezia, Federico Torresano e Bartolomeo Zanetti, 1539.
- Il Nuovo Testamento di Christo Giesu signore e salvatore nostro. Di greco tradotto in lingua toscana, per Antonio Brucioli, Venezia, Bartolomeo Zanetti, 1540.
- I sacrosanti libri del Vecchio testamento. Tradotti dalla ebraica verità in lingua italiana, et con breve et catholico commento dichiarati, Venezia, Bartolomeo Zanetti, 1540.
- Prediche del reverendo padre fra Gieronimo da Ferrara per tutto l'anno nuovamente con somma diligentia ricorrette, Vinegia, per Giouanni Antonio di Volpini, 1540.
- Il Nuovo Testamento di Christo Giesu signore et salvatore nostro. Di greco tradotto in lingua toscana, Venezia, Bernardino Bindoni, 1541.
- La Biblia la quale in sé contiene i sacrosanti libri del Vecchio et Nuovo Testamento nuovamente tradotti da la hebraica et greca verità in lingua toscana. Per Antonio Brucioli. Con le concordantie di tutta essa scrittura santa. Et con due tavole l'una delle quali mostra i luoghi et l'ordine di quella, et l'altra dichiara tutte le materie che si trattono in essa, Venezia, Francesco Brucioli e fratelli, 1541.
- Il Nuovo Testamento di Christo Giesu Signore et Salvatore nostro. Di greco tradotto in lingua Toscana, per Antonio Brucioli, Venezia, s. t., 1541-1544.
- Commento di Antonio Brucioli. In tutti i sacrosanti libri del Vecchio, et Nuovo Testamento, dalla hebraica verità, et fonte greco per esso tradotti in lingua toscana, Venezia, Alessandro Brucioli e fratelli, 1542-1547.
- Trattato della sphera, nel quale si dimostrano, & insegnano i principii della astrologia raccolto da Giovanni di Sacrobusto, & altri astronomi, & tradotto in lingua italiana per Antonio Brucioli et con nuoue annotationi in piu luoghi dichiarato, Venetia, per Francesco Brucioli & i frategli, 1543.
- Historia naturale di C. Plinio Secondo di latino in volgare tradotta per Christophoro Landino, et nuovamente in molti luoghi, dove quella mancaua, supplito, et da infiniti errori emendata, et con somma diligenza corretta per Antonio Brucioli. Con la tauola similmente castigata, Venetia, appresso Gabriel Iolito Di Ferrarii, 1543.
- Nuovo commento in tutte le celesti ed divine epistole di san Paulo, Venezia, Francesco Brucioli e fratelli, 1544.
- I Psalmi di David tradotti dalla hebraica verità, et con brevi proemii dichiarati, Venezia, Francesco Brucioli e fratelli, 1544.
- Il Nuovo Testamento di Giesu Christo salvatore nostro, di Greco tradotto in vulgare italiano, Venezia, Francesco Brucioli e fratelli 1544
- La Retorica di Aristotile, Venezia, Curzio Troiano Navò, 1545.
- Tomo secondo nel quale si contengono Iob i Psalmi i Prouerbi L'Ecclesiasto la Cantica, Venetia, Alessandro Brucioli, 1546.
- Tomo terzo nel quale si contengono Esaia. Ieremia. Ezechiel. Daniel, Venetia, per Alessandro Brucioli, & i frategli, 1546.
- La Biblia la quale in se contiene i sacrosanti libri del Vecchio et Nuovo Testamento tradotti da la hebraica et greca verità in lingua toscana, nuovamente corretta et con ogni diligentia stampata. Con le concordantie di tutta essa scrittura santa, et li summari de ciascun capitolo. Et con due tavole l'una delle quali mostra i luoghi et l'ordine di quella, et l'altra dichiara tutte le materie che si trattono in essa, Venezia, Girolamo Scoto, 1547.
- Il Nuovo Testamento di Giesu Christo, salvatore nostro, di greco tradotto in vulgare italiano, Venezia, Alessandro Brucioli e fratelli 1547
- Gli otto libri della Republica che chiamono Politica di Aristotile nuovamente tradotti di greco in vulgare italiano, Venezia, Alessandro Brucioli e fratelli, 1547.
- Il Nuovo Testamento di Giesu Christo salvatore nostro, di greco tradotto in vulgare italiano, per Antonio Brucioli, Lyon, Guillaume Gazeau, Philibert Rollet e Barthélemy Frein, 1547.
- Historia naturale di C. Plinio Secondo. Nuovamente tradotta di latino in vulgare toscano per Antonio Brucioli, Venetia, per Alessandro Brucioli, & i frategli, 1548.
- La Biblia la quale in sé contiene i sacrosanti libri, del Vecchio et Nuovo Testamento tradotti da la hebraica et greca verità in lingua toscana, nuovamente corretta et con ogni diligentia ristampata. Con le concordantie di tutta essa scrittura santa, et li summari di ciascun capitolo. Et con due tavole, l'una delle quali mostra i luoghi et l'ordine di quella, et l'altra dichiara tutte le materie che si trattano in essa, Venezia, Domenico Giglio, 1551.